# Picavus
Picavus is een geslacht van uitgestorven spechtvogels uit het Vroeg-Oligoceen van Europa. 

## Fossiele vondsten
De soort is bekend van een fossiel van 30 miljoen jaar oud uit Tsjechië dat bestaat uit een skelet met veren.

## Kenmerken
Picavus was een kleine vogel met een spanwijdte van ongeveer 15 centimeter, vergelijkbaar met dat van een kleine baardvogel zoals de kopersmid. De bouw van de voet is een tussenvorm tussen die van de Galbulae (glansvogels en baardkoekoeken) en de echte Pici (spechten, honingspeurders, baardvogels en toekans).

## Verwantschap
Picavus is de oudst bekende stamvorm van de Pici. In ongeveer dezelfde periode leefde in Europa ook de baardvogelachtige Rupelramphastoides. 